# Fulton County (Illinois)
Fulton County is een county in de Amerikaanse staat Illinois.
De county heeft een landoppervlakte van 2.242 km² en telt 38.250 inwoners (volkstelling 2000). De hoofdplaats is Lewistown.